# Operacija Zima '94. (dokumentarni film)
Operacija Zima 94 je hrvatski dokumentarni film o Domovinskome ratu redatelja i scenarista Davora Šarića. Stručni suradnik na filmu bio je Davor Marijan. Podrška pri realizaciji: Julija Budimir Bekan, Krešimir Maretić, Robert Puja. Snimljen je u koprodukciji Prvi Red Fotelja i HRT. Snimanje je financirano sredstvima Ministarstva branitelja. U filmu se istražuje i rekonstruira tijek istoimene poznate pobjedničke vojne operacije koja se je odvijala d 29. studenog do 24. prosinca 1994. u ekstremnim zimskim vremenskim uvjetima, teškoj konfiguraciji terena, po visokom snijegu, slaboj vidljivosti, snježnoj oluji i temperaturama nižim od -20°C na Livanjskog polja i Dinari. Zbog toga je ušla u povijest kao primjer iznimnih fizičkih i moralnih napora kroz koje su prolazili hrvatski branitelji u obrani od velikosrpske agresije. Zato se film fokusira na obične sudionike - obične ljude, obične vojnike iz svih postrojbi koji su iznijeli bitku.